# Kribiocosmus kanazawai
Kribiocosmus kanazawai är en tvåvingeart som beskrevs av Yamamoto 1993. Kribiocosmus kanazawai ingår i släktet Kribiocosmus och familjen fjädermyggor. Inga underarter finns listade i Catalogue of Life.